# 36 Tauri
36 Tauri, som är stjärnans Flamsteed-beteckning, är en dubbelstjärna belägen i den norra delen av stjärnbilden Oxen. Den har en kombinerad skenbar magnitud på ca 5,51 och är svagt synlig för blotta ögat där ljusföroreningar ej förekommer. Baserat på parallaxmätning inom Hipparcosuppdraget på ca 2,9 mas, beräknas den befinna sig på ett avstånd på ca 1 100 ljusår (ca 350 parsek) från solen. Den rör sig bort från solen med en heliocentrisk radialhastighet av ca 10 km/s.

## Egenskaper
Primärstjärnan HD 25555 är en orange till gul ljusstark jättestjärna av spektralklass K0 II. Den har en radie som är ca 32 solradier och utsänder ca 775 gånger mera energi än solen från dess fotosfär vid en effektiv temperatur på ca 5 300 K.
36 Tauri är en dubbelsidig spektroskopisk dubbelstjärna. De två stjärnorna ligger tillräckligt nära varandra för att periodiska Dopplerförskjutningar i deras spektra kan inträffa och ljus från båda stjärnorna observeras (de överlappar varandra i spektrumet). Följeslagaren, betecknad HD 25556, är en blå till vit stjärna i huvudserien av spektralklass B7 V. Spektrumet har emellertid också tolkats som en stjärna av G-typ och en huvudseriestjärna av A-typ. De två stjärnorna har upplösts med hjälp av speckle-interferometri och tros ha liknande massor.